# Spirits of Spring
Spirits of Spring est un jeu vidéo d'aventure et de réflexion développé et édité par Minority Media, sorti en 2014 sur iOS.
Minority Media est le développeur de Papo & Yo.
Le joueur incarne un adolescent inuit qui, à l'aide de ses compagnons Lapin et Ourse, combat les Corbeaux qui répandent l'hiver autour d'eux.

## Accueil
- Canard PC : 6/10[1]
- Pocket Gamer : 8/10[2]
- TouchArcade : 4,5/5[3]